# 贝内图塞尔
贝内图塞尔，是西班牙巴伦西亚自治区巴伦西亚省的一个市镇。总面积1平方公里，总人口13425人（2001年），人口密度13425人/平方公里。